# Condado de Highland (Virginia)
El condado de Highland (en inglés: Highland County), fundado en 1847, es uno de 95 condados del estado estadounidense de Virginia. En el año 2000, el condado tenía una población de 2,536 habitantes y una densidad poblacional de 2 personas por km². La sede del condado es Williamsburgo. El condado de Highland es considerado como uno de los condados menos poblados al este del Río Misisipi.

## Geografía
Según la Oficina del Censo, el condado tiene un área total de 1077 km² (415,8 mi²), de la cual 1077 km² (415,8 mi²) es tierra y 0 km² (0 mi²) (0.0%) es agua.

### Condados y ciudades independienets adyacentes
- Condado de Pendleton (Virginia Occidental) (norte)
- Condado de Augusta (sureste)
- Condado de Bath (suroeste)
- Condado de Pocahontas (Virginia Occidental) (oeste)

## Demografía
Según la Oficina del Censo en 2000, los ingresos medios por hogar en el condado eran de $29,732, y los ingresos medios por familia eran $37,530. Los hombres tenían unos ingresos medios de $25,904 frente a los $19,250 para las mujeres. La renta per cápita para el condado era de $15,976. Alrededor del 12.60% de la población estaban por debajo del umbral de pobreza.

## Localidades
- Monterey

### Comunidades no incorporadas
| - Blue Grass - Clover Creek - Doe Hill - Forks of Waters | - Hardscrabble - Head Waters - Hightown | - Liberty - McDowell - Meadowdale | - Mill Gap - Mustoe - New Hampden | - Palo Alto - Patna - Possum Trot | - Sirons Mill - Trimble - Vanderpool |